# Stéphane Udry

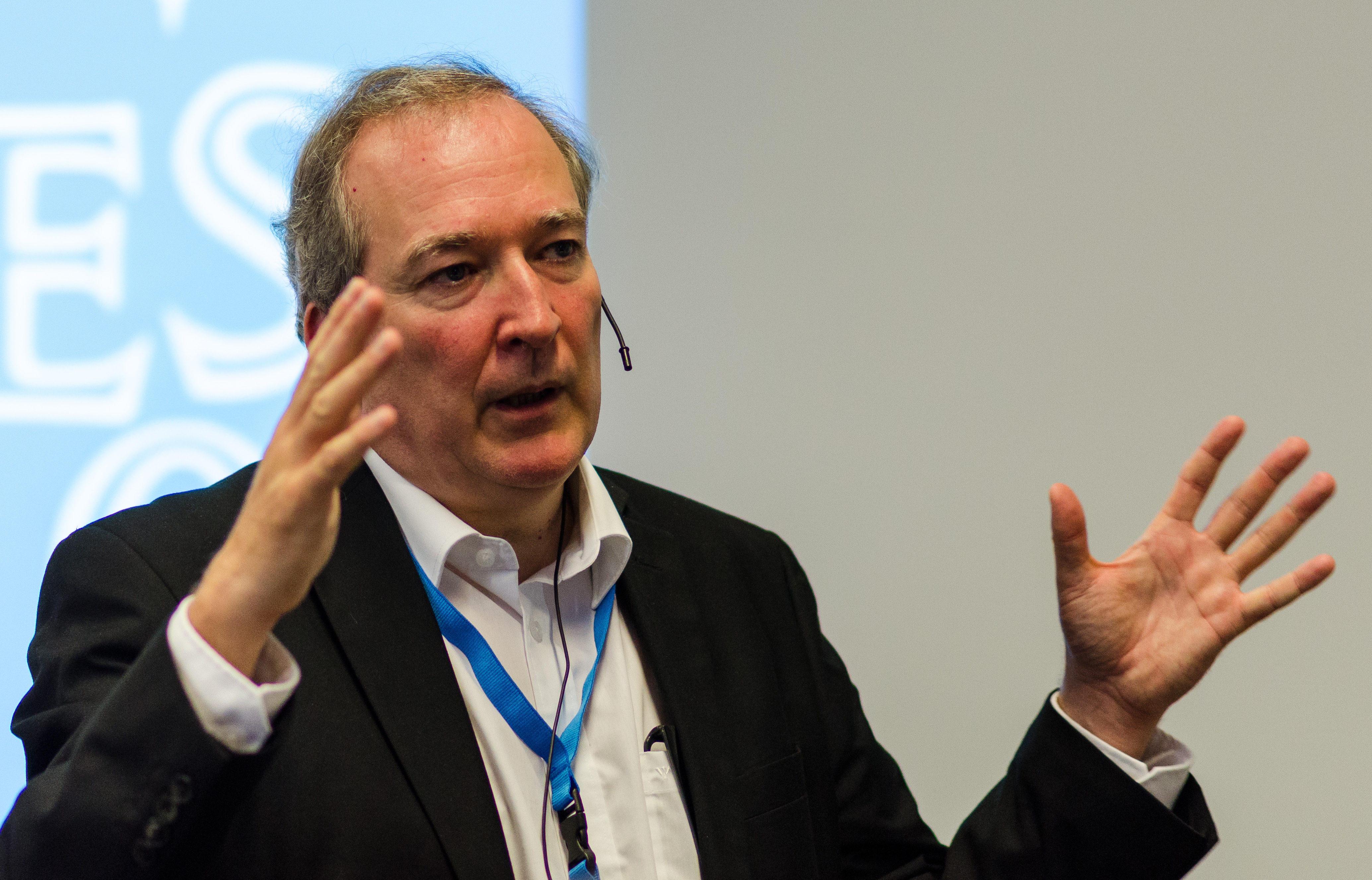
Stéphane Udry

Stéphane Udry (Sion, 1961) is een Zwitserse astronoom.
Stéphane Udry werd bekend als onderzoeker bij het Observatorium van de Universiteit van Genève, waar hij als leider van een team het bestaan van verschillende exoplaneten ontdekte, waaronder Gliese 581 c, een planeet die mogelijk op de aarde lijkt mits er water aanwezig is. Gliese 581 c werd ontdekt met gebruikmaking van het HARP instrument op de Europese Zuidelijke Sterrenwacht, de telescoop met een spiegeldiameter van 3,6 meter in het La Silla Observatorium in Chili.
Het team bestond uit onderzoekers van de universiteiten van Genève, Grenoble, Parijs en Lissabon.
Udry behaalde zijn doctoraat in de natuurwetenschappen aan de Universiteit van Genève in 1992, gevolgd door twee jaar postdoctorale studie aan de Rutgers Universiteit in New Jersey. Op 4 april 2007 werd benoemd tot professor aan de Universiteit van Genève, voor de Faculteit voor de Natuurwetenschapen-Astronomie, gespecialiseerd op het terrein van de extrasolaire planeten. Udry is het grootste gedeelte van zijn loopbaan verbonden aan deze faculteit, alwaar hij nu de leiding heeft over onderwijs en onderzoek. Udry is auteur van vele wetenschappelijke publicaties en spreker op internationale conferenties.
- ORCID: 0000-0001-7576-6236
- Réseau des bibliothèques de Suisse occidentale: 02-A003917770
- Système universitaire de documentation: 143853120
- Virtual International Authority File: 201225818